# 유숙 (성양회왕)
성양회왕 유숙(城陽懷王 劉淑, ? ~ 94년)은 후한의 황족으로, 화제의 동생이다.

## 생애
영원 2년(90년), 제음군을 분할하여 설치한 성양나라의 왕이 되었다.
영원 6년(94년)에 죽었고, 아들은 없었다. 봉국은 폐지되어 제음군으로 환원되었다.

## 출전
- 범엽, 《후한서》 권4 효화효상제기·권55 장제팔왕열전

| 전임 (55년 전) 성양공왕 유지 | 후한의 성양왕 90년 ~ 94년 | 후임 (봉국 폐지) |